# Agnė Simonavičiūtė
Agnė Simonavičiūtė (* 1995) ist eine litauische Ballonsportlerin. Sie ist amtierende FAI-Vizewelt- und Vizeeuropameisterin der Frauen im Heißluftballonfahren.

## Sportliche Karriere
Simonavičiūtė nahm 2012 erstmals an einer FAI-Europameisterschaft teil. In Frankenthal (Pfalz) war sie die jüngste Teilnehmerin und kam auf den 15. Platz. Zwei Jahre später errang sie in Leszno die Bronzemedaille bei der Weltmeisterschaft. Bei der folgenden Weltmeisterschaft in Birštonas kam sie als beste Litauerin auf den fünften Platz.
Nach vier Wettbewerbsfahrten lag Simonavičiūtė 2017 bei der vierten Europameisterschaft in Führung, wurde jedoch in einem packenden Finale von Beata Choma auf den zweiten Platz verwiesen. Choma punktete bei der 16. Aufgabe mit 1000 Punkten deutlich besser als Simonavičiūtė (599). In der Endabrechnung lag diese nur 101 Punkte hinter Choma mit 14.127 Punkten. Im folgenden Jahr wurde Simonavičiūtė Vizeweltmeisterin hinter Daria Dudkiewicz-Goławska aus Polen und vor der zweimaligen Weltmeisterin Nicola Scaife aus Australien.

## Erfolge

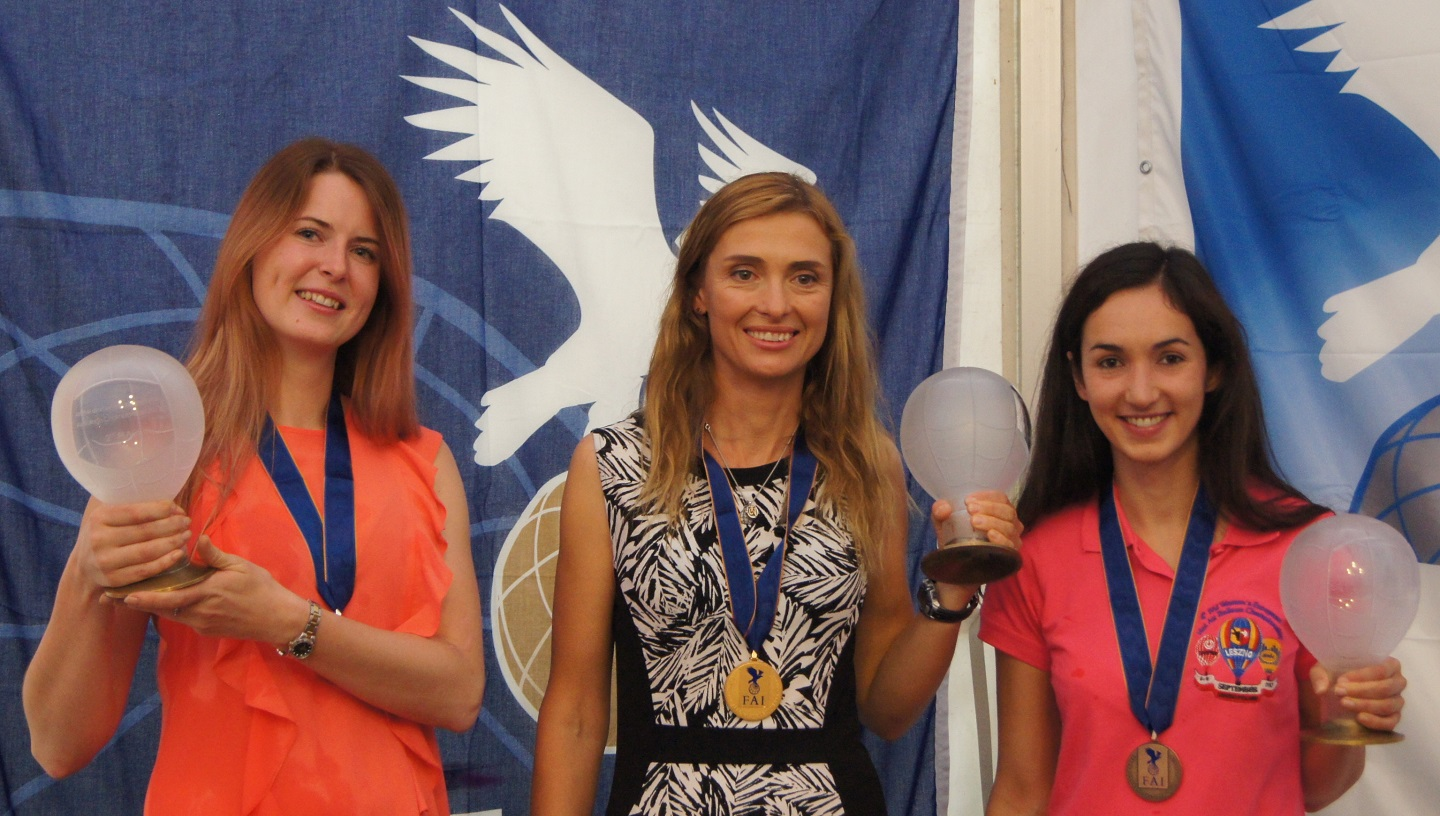
Agnė Simonavičiūtė, Beata Choma und Elisabeth Kindermann (Leszno, 2017; von links nach rechts)

### Weltmeisterschaften
- 3. FAI-Weltmeisterschaft der Frauen in Nałęczów, Polen, 2018 – Vizeweltmeisterin
- 2. FAI-Weltmeisterschaft der Frauen in Birštonas, Litauen, 2016 – 5. Platz
- 1. FAI-Weltmeisterschaft der Frauen in Leszno, Polen, 2014 – 3. Platz
- 2. FAI-Weltmeisterschaft der Junioren in Vichy, Frankreich, 2014 – 14. Platz

### Europameisterschaften
- 4. FAI-Europameisterschaft der Frauen in Leszno, Polen, 2017 – Vizeeuropameisterin
- 3. FAI-Europameisterschaft der Frauen in Orveltermarke, Niederlande, 2015 – 5. Platz
- 19. FAI-Europameisterschaft in Debrecen, Ungarn, 2015 – 22. Platz
- 2. FAI-Europameisterschaft der Frauen in Frankenthal (Pfalz), Deutschland, 2012 – 15. Platz